# Érsemjén
Érsemjén (románul: Șimian): falu Romániában, Bihar megyében.
Községközpont, Érkenéz és Érselénd tartozik hozzá.

## Fekvése
Az Érmelléken, Érmihályfalvától 5 km-re, délnyugatra fekszik.

## Nevének eredete
Neve a magyar Semjén személynévből származik.
Előfordul Érsemlyén írásmóddal is.

## Története
1321-ben Wysimean néven említik először.
Érsemjén a 14. század elején Simián és Újsimián néven, mint a Balogsemjén nemzetség birtoka volt megnevezve. Nevét ugyanígy írták az akkori pápai tizedlajstromban is.
1445-ben a falu a Zólyomi család birtoka volt.
1520-ban Érsemjént a fennmaradt oklevelek mint vámszedőhelyet írják le.
1560-ban a Makófalvi család tagjainak voltak itt birtokai. A család kihaltával Varkocs Tamás váradi főkapitány, majd 1600 körül a Fráter és a Péchy család lett a birtokosa.
I. Lipót császár idejében a Bossányiak, ezek révén pedig később a Krajnik, Kazinczy, Szúnyogh, és Dobsa család, míg a Fráter és Péchy családokkal való összeházasodás révén a Kölcsey, Dobozy és a Pogány családok voltak itt birtokosok.
A 20. század elején a Fráter család, Szunyogh Zsigmond, Krajnik Ödön és Nagy György is birtokosa volt.
Itt született Kazinczy Ferenc 1759. október 27-én. Az 1900-as évek elején a szülőháza előtti kis parkban állt a Magyar Tudományos Akadémia közvetítésével születése 100 éves évfordulója alkalmából felállított gránit-emlékkő a következő felirattal:
 Kazinczy Ferencz születése helyén, százados emlékül a hazafiui kegyelet. MDCCCLIX. 
A szobor felállításának költségét Krajnik Alajos viselte nagybátyja iránti kegyeletből.
A település közelében, attól keletre feküdt egykor Kincse, mára elpusztult település is.

### Kincse
Kincse (Küncsej) nevét 1291–1294 között említette először oklevél Kunchey néven, mikor Kunchey falu első fizetéskor 24 kepe tizedet adott a püspöknek.
1338-ban Kynche, 1489-ben Kencse, 1342-ben Kenche néven írták.
1318-ban egy oklevél szerint a kincsei nemesek Lecsméren vettek földet, majd 5 évvel később, 1323-ban ugyanők eskütársként szerepeltek.
1323-ban említette oklevél Johanes fia Mauritii de Kenche, valamint Thomas' dictus Nakas nob. de Kenche nevét, majd 1338-ban Pauli dicti Nakas Kynche volt említve.
A későbbiekben neve többet nem szerepelt, valószínűleg elpusztult.
Kincse nevét 1864-ben Pesty Frigyes is említette, mint Érsemjén határában levő helynevet.

## Népesség
1910-ben 2655 lakosából 2649 magyar volt. A trianoni békeszerződésig Bihar vármegye Érmihályfalvi járásához tartozott. 1992-ben társközségeivel együtt 4202 lakosából 2894 magyar, 899 román, 390 cigány és 15 német volt.
2007-es adatok szerint összesen 3924 lakosa van.

## Közlekedés
A települést érinti a Nagyvárad–Székelyhíd–Érmihályfalva–Nagykároly–Szatmárnémeti–Halmi–Királyháza-vasútvonal.

## Híres emberek
Itt született:
- Kazinczy Ferenc (1759. október 27. – Széphalom, 1831. augusztus 23.) költő, nyelvújító. Szülőháza emlékmúzeum, szobrát 1907-ben leplezték le a faluban.
- Dobsa Ferenc (1768. március 28. – ? szibériai száműzetésben 1813 után) orvos és országgyűlési követ.
- Fráter Lóránd (1872. június 17. – Budapest, 1930. március 13.) nótaszerző. Emléktábla hirdeti munkásságát.
- Csiha Kálmán (1929. szeptember 17. – Marosvásárhely, 2007. november 7.) református püspök, költő, publicista.